# Маунт-Чейз (Мен)
Маунт-Чейз (англ. Mount Chase) — місто (англ. town) в США, в окрузі Пенобскот штату Мен. Населення — 187 осіб (2020).

## Демографія
Згідно з переписом 2010 року, у місті мешкала 201 особа в 94 домогосподарствах у складі 57 родин. Було 297 помешкань
Расовий склад населення:
| - 96,0 % — білих - 3,0 % — азіатів - 0,5 % — чорних або афроамериканців |

До двох чи більше рас належало 0,5 %. Частка іспаномовних становила 0,5 % від усіх жителів.
За віковим діапазоном населення розподілялося таким чином: 18,4 % — особи молодші 18 років, 61,2 % — особи у віці 18—64 років, 20,4 % — особи у віці 65 років та старші. Медіана віку мешканця становила 50,1 року. На 100 осіб жіночої статі у місті припадало 123,3 чоловіків;  на 100 жінок у віці від 18 років та старших — 124,7 чоловіків також старших 18 років.
Середній дохід на одне домашнє господарство  становив 82 494 долари США (медіана — 33 750), а середній дохід на одну сім'ю — 122 136 доларів (медіана — 41 625). За межею бідності перебувало 21,3 % осіб, у тому числі 50,0 % дітей у віці до 18 років та 11,7 % осіб у віці 65 років та старших.
Цивільне працевлаштоване населення становило 74 особи. Основні галузі зайнятості: роздрібна торгівля — 36,5 %, освіта, охорона здоров'я та соціальна допомога — 35,1 %, публічна адміністрація — 6,8 %, виробництво — 6,8 %.